# Räddningsstation Råå
Räddningsstation Råå är en av Sjöräddningssällskapets räddningsstationer.
Räddningsstation Råå ligger i hamnen i Råå ett hundratal meter upp i Råå-ån. Den inrättades 2001, har 20-tal frivilliga och har ett strategiskt läge i den smalaste och mest trafikerade delen av norra Öresund. Den är som mest verksam mellan Landskrona i söder till Domsten i norr. Ven samt en lång sträcka längs den danska kusten ligger också inom räddningsstationens ansvarsområde, tillsammans med den danska räddningsorganisationen Dansk Søredningsselskab, som har räddningsstationerna DSRS Helsingør i Helsingør och DSRS København i Köpenhamn.

## Räddningsfarkoster
- 12-37 Rescue Ulla Brita Andersson, av Victoriaklass, levererad 2017
- 8-09 Rescue Ulla Karin, en 8,4 meter lång öppen räddningsbåt av Gunnel Larssonklass, byggd 1999
- 3-44 Rescuerunner Lillie, tillverkad 2010